# Мезон-Альфор — Стад (станция метро)
Мезон-Альфор — Стад (фр. Maisons-Alfort - Stade) — станция линии 8 Парижского метрополитена, расположенная в коммуне Мезон-Альфор. Названа по расположению рядом с муниципальным спортивным центром Делон, на котором располагается стадион.

## История
- Станция открылась 19 сентября 1970 года в составе пускового участка Шарантон — Эколь — Мезон-Альфор — Стад, на котором расположился единственный во Франции метромост через Марну. До 27 апреля 1972 года была конечной на линии.
- Пассажиропоток по станции по входу в 2011 году, по данным RATP, составил 1 523 038 человек[3]. В 2012 году на станцию вошли 1 650 202 человека[4], а в 2013 году общегодовой входной пассажиропоток составил 1 689 344 пассажира (267 место по уровню входного пассажиропотока в Парижском метро)[5]

## Конструкция и оформление
Станция построена по типовому парижскому проекту 1970—1980-х годов (однопролётная станция мелкого заложения с двумя боковыми платформами). Нижняя часть путевых стен отделана плиткой бежевого и палевого цветов.

## Путевое развитие
К северо-западу от станции располагается пошёрстный съезд.

## Галерея

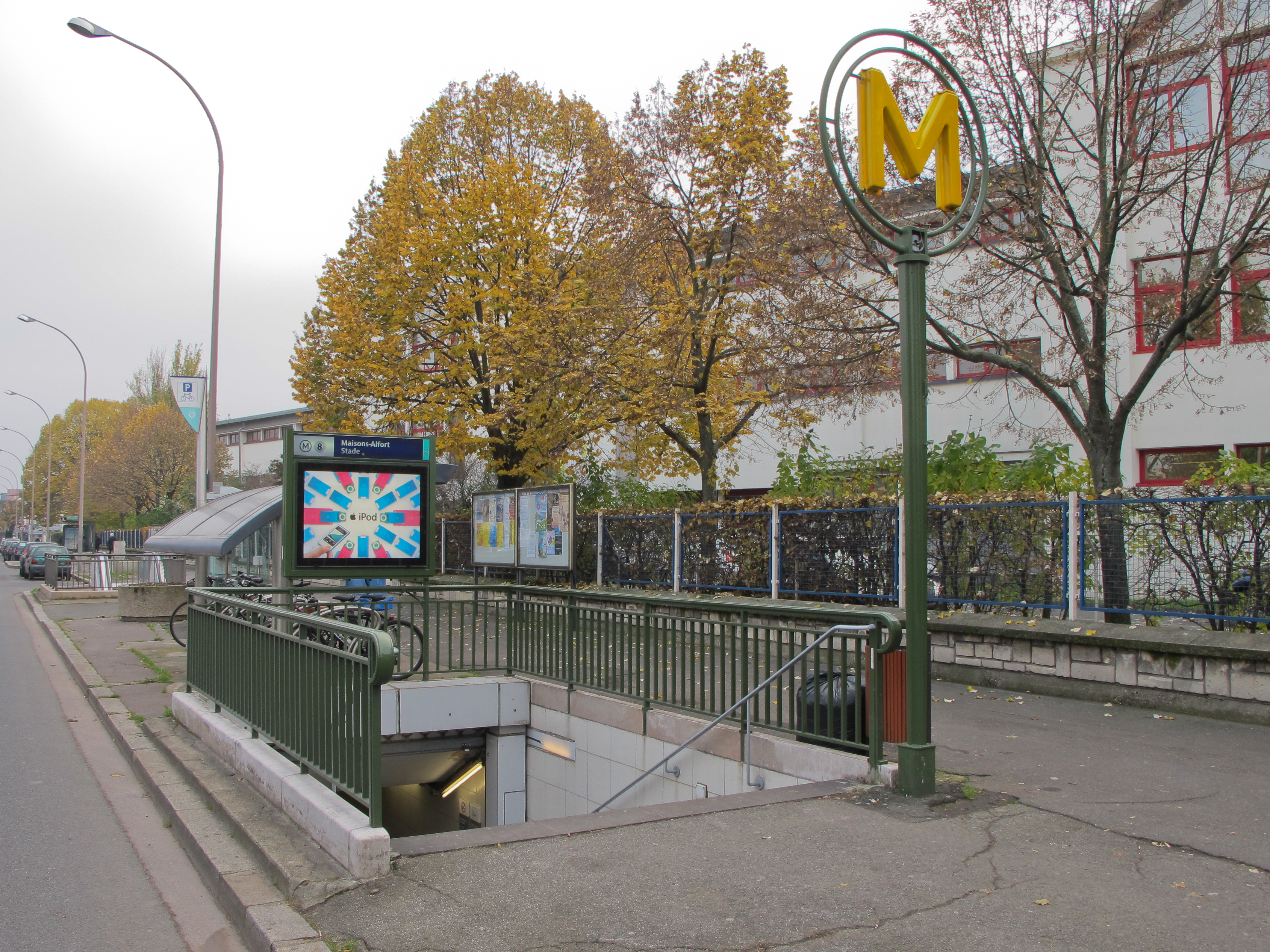
Лестничный сход